# Focus Park w Rybniku

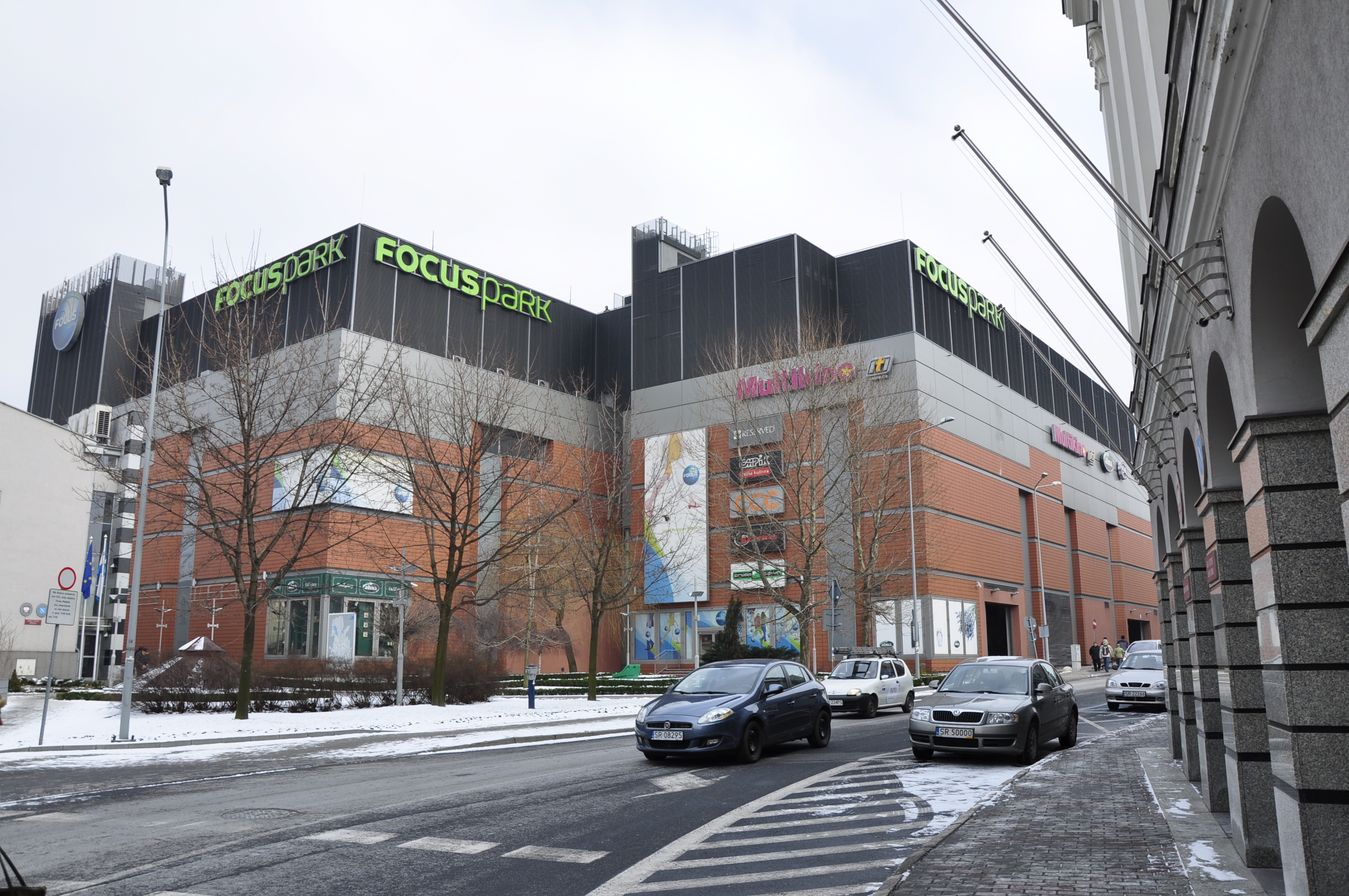
C.H-R Focus Park od strony ul. Chrobrego

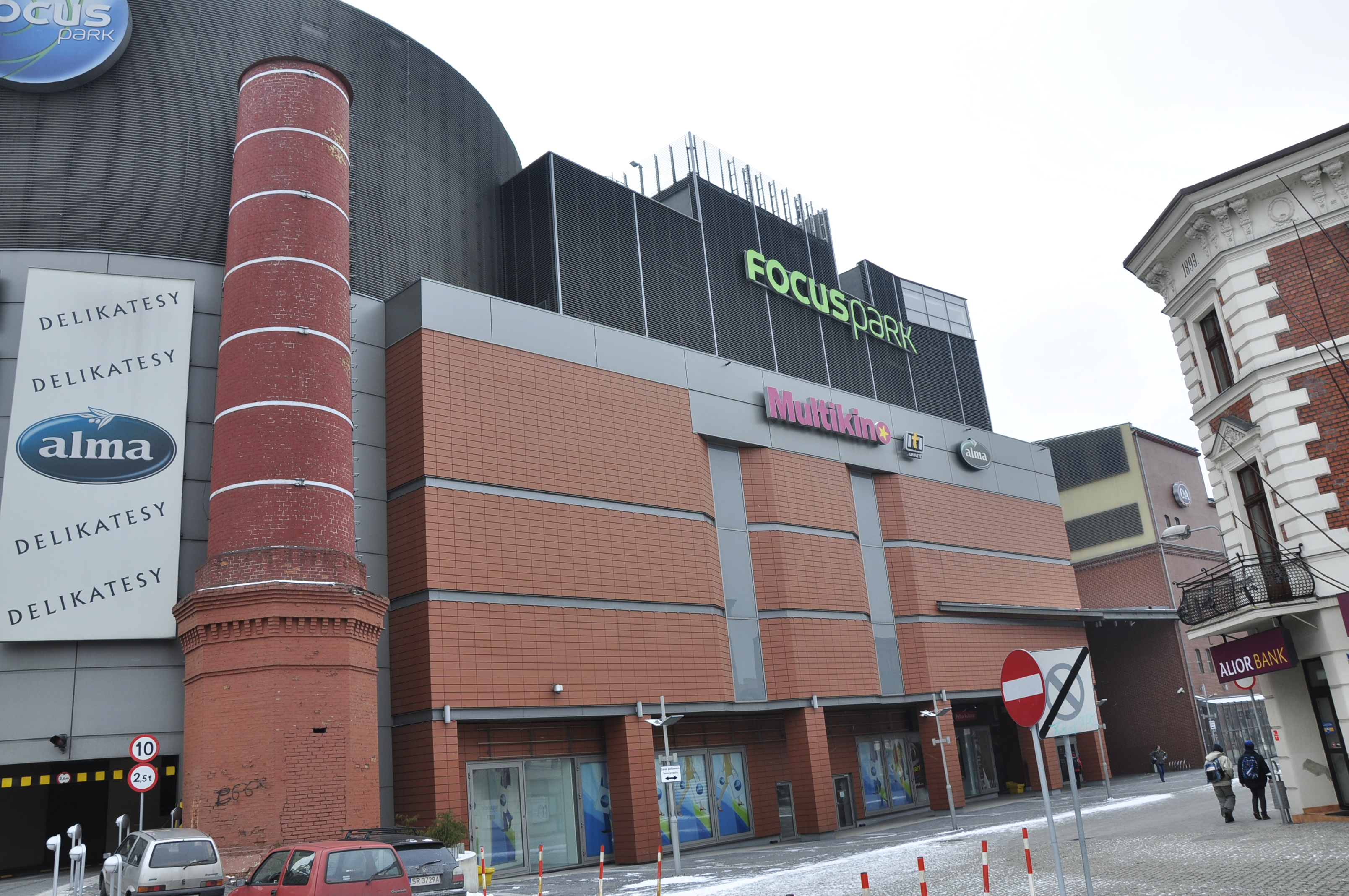
C.H-R Focus Park od strony Placu Wolności

Focus Park Rybnik (w latach 2008–2015 Focus Mall) – galeria handlowo-rozrywkowa, położona w ścisłym centrum Rybnika przy ulicy Bolesława Chrobrego.
Focus Park powstał na terenach byłego rybnickiego browaru. Całkowita powierzchnia galerii wynosi 42 000 m² zaś handlowa 17 500 m². Centrum posiada trzy kondygnacje handlowe i mieści ponad 85 sklepów,7-salowy multipleks Multikino, oraz wielopoziomowy parking na 340 samochodów. Jedynym ocalałym obiektem po starym browarze jest zabytkowa słodownia, w której mieści się obecnie KFC oraz dwupoziomowy sklep C&A.
Centrum otwarte zostało 5 września 2007 r.